# Magnetosoma

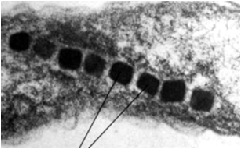
Magnetosoma

Un magnetosoma es orgánulo en algunos tipos de bacterias que contiene unos cristales de magnetita (Fe3O4) con forma de cubo o de octaedro que se dispone en filas paralelas al eje longitudinal de la célula. Están presentes en bacterias acuáticas flageladas anaerobias o microaerófilas. Su alineamiento le proporciona propiedades magnéticas que hacen que las bacterias se puedan orientar magnéticamente en el medio ambiente.
En el año 1975 se descubrió que ciertas bacterias estaban orientadas según el campo magnético terrestre. Son orgánulos presentes en las bacterias procariotas magnetotácticas. Típicamente, contienen entre 15 y 20 cristales de magnetita que actúan como una brújula para orientar a las bacterias magnetotácticas en los campos geomagnéticos, lo que simplifica la búsqueda de sus ambientes preferidos de microaerofilia. El magnetosoma está formado por un cristal de magnetita rodeado por una bicapa lipídica, con proteínas específicas solubles y embebidas en la bicapa implicadas en su biosíntesis y regulación.

## Características
En general, los cristales de los magnetosomas son de alta pureza química y rangos de tamaño estrechos. La forma del cristal es específica de especie exhiben un patrón específico dentro de la célula. Estas características indican que la formación de magnetosomas está bajo un preciso control biológico de biomineralización.
Las bacterias magnetotácticas generalmente producen la biomineralización de óxido de hierro, produciendo cristales de magnetita (Fe3O4), o de sulfuro de hierro, dando lugar a cristales de greigita (Fe3S4). En los magnetosomas de sulfuro de hierro se han podido identificar otros minerales con esta composición. 
| La membrana que los rodea contiene |
| ---------------------------------- |
| *Fospolípidos                      |
| *Proteínas                         |
| *Glicolípidos                      |

## Función de los magnetosomas en la célula bacteriana
Es la de orientación en el campo magnético existente. El magnetosoma permite a la bacteria ir fijando su posición con respecto al norte, pudiendo trazar una ruta a través del campo magnético hacia zonas de distintas concentraciones de oxígeno y de nutrientes.

## Morfología
La morfología de las partículas de los magnetosomas es variable, pero es uniforme dentro de las células de una sola especie o género bacteriano. Se han descrito tres morfologías cristalinas generales en las bacterias magnetotácticas: más o menos cúbico, prismático alargado (más o menos rectangular), y forma de diente, bala o punta de flecha. Los cristales del magnetosoma son típicamente 35-120 nm de largo, generados de una sola pieza. Una unidad del magnetosoma tiene el máximo momento magnético posible por unidad de volumen para una composición dada. Los cristales más pequeños son superparamagnéticos, es decir, no son permanentemente magnéticos a temperatura ambiente, y las paredes de la unidad se forman en los cristales más grandes. En la mayoría de las bacterias magnetotácticas, los magnetosomas están dispuestos en una o más cadenas.

## Tipo de bacterias que producen los magnetosomas
Muchas de ellas se engloban en los géneros Magnetospirillum o Magnetococcus. Las bacterias del género Magnetospirillum son bacterias con forma de sacacorchos (espirilos) gram negativas, perteneciente al grupo taxonómico de las alfa-proteobacterias. Son anaerobios facultativos o microaerófilos y viven en zonas de transición entre zonas anoxigénicas y zonas oxigenadas. Su hábitat predilecto son las zonas húmedas enfangadas o sedimentos marinos donde existen ambientes ricos en azufre y escasos en oxígeno.